# Драматичен театър „Н. Й. Вапцаров“
Драматичният театър „Никола Йонков Вапцаров“ е репертоарен театър в Благоевград, България.

## История
Благоевградският областен театър е основан през 1919 г., като градски театър към читалище „Съгласие“ от Георги Илиев Бръчков. Като млад строителен инженер учил във Виена до ПСВ и ветеран от войната, ранен на фронта, Бръчков е изпратен от българското правителство да построи сградата на Общината и създаде градоустройствения план на новоосвободения град. Колега в „Свободен театър“ на Стоян Бъчваров до 1919 г. Театърът и дейността му се развиват под името „Модерен театър“ в голямата джамия. На нейно място, Бръчков изгражда нова сграда с подкрепата на Общината, за да се приюти театъра и читалището през 1926 година. През 1939 година, синът му Илия Георгиев Бръчков поема инициативата с младежки ентусиазъм и продължава уверено и успешно театралното дело. Статут на държавен институт с постоянна актьорска трупа, щатни режисьори, сценографи и драматург получава през 1948 година с помощта на Георги Стаматов, Любомир Бобчевски, Петко Атанасов и Боян Дановски, постоянни спътници в творческата дейност на Георги Бръчков. Ученици на Бръчков са Константин Кисимов и Никола Вапцаров. Поради силното местно значение и преждевременна загуба, от 1953 г. театърът носи името на неговия ученик „Никола Йонков Вапцаров“. По същата причина Читалището носи името на поета от 1952 година. Театърът поставя за първи път неговата пиеса „Деветата вълна“, както и пиесата на Пейо Яворов „В полите на Витоша“ като негов лиричен и семеен ментор, за което свидетелства писателя Михаил Кремен.
В 1967 година отваря врати изграденото по проект на Иван Битраков и Витомир Габровски здание на Драматичния театър „Никола Вапцаров“.

## Директори и художествени ръководители
- 1949 – 1951 – К. Николов
- 1951 – 1952 – С. Стоянов
- 1952 – 1970 – В. Давчев
- 1972 – 1975 – Е. Кьостебеков
- 1975 – ? – Т. Попов
- 1984 – 1991 – Борислав Владиков; Димитър Цолов
- 2006 – 2016 – Николай Кимчев

## Награди
Благоевградският театър е носител на множество престижни награди от национални прегледи и фестивали – за режисура, актьорско майсторство, сценография и музика.
През 1996 г. постановката „Майстори“ от Рачо Стоянов (реж. Бойко Богданов) получава наградата за режисура на Съюза на артистите в България и наградата „Дионисий“ – Смолян.
През 2001 г. театърът е удостоен с четири номинации „АСКЕЕР“ – за режисура, сценография, костюми и за най-добро представление; наградата „АСКЕЕР“ за режисура получават Петър Пейков и Албена Георгиева (за спектакъла „Пиеса № 27“ от Алексей Слаповски).
През 2002 г. „АСКЕЕР“ получава композиторката Петя Диманова за музиката към спектакъла „Кървава сватба“ от Федерико Гарсия Лорка, реж. Крум Филипов.
През 2003 г. наградата „АСКЕЕР“ за режисура е дадена на Асен Шопов за спектакъла „В полите на Витоша“ от Пейо Яворов, а номинация за изгряваща звезда получава младата актриса Силвана Пишимарова за ролята на Мила в същия спектакъл. С награда „АСКЕЕР“ за поддържаща мъжка роля е удостоен актьорът Петър Кьосев за ролята на Ханс Салама в „Каролина Нойбер“ от Небойша Ромчевич с режисьор Крикор Азарян.
През 2012 година спектакълът „Бягство от Москва“ от У. Никълсън с режисьор Петър Пейков е номиниран с две номинации за наградата „АСКЕЕР“, за водеща женска роля за Албена Чобанова и за най-добро представление.

## Театрален фестивал
От 1988 г. Драматичен театър „Н. Вапцаров“ е организатор и домакин на Театрални празници. Фестивалът се радва на голям успех, тъй като на сцените на театъра се играят най-добрите постановки за театралния сезон в България.

## Конкурс за абсурдна драма
През 2012 г. е първото издание на конкурса за написване на абсурдна драма „Наум Шопов“ и реализирането на пиесата на камерна сцена.

## Сграда на театъра
Сградата на театъра е проектирана от архитект В. Габровски през 1967 г. Симетричната ѝ обемно-планова схема е обогатена с някои нови композиционни принципи – зрителната зала е решена като еднорангов театър с балкони.